# Jahaf (huyện)
Huyện Jahaf là một huyện thuộc tỉnh Al Dali', Yemen. Đến thời điểm năm 2003, huyện này có dân số 22897 người